# Pupečníková krev

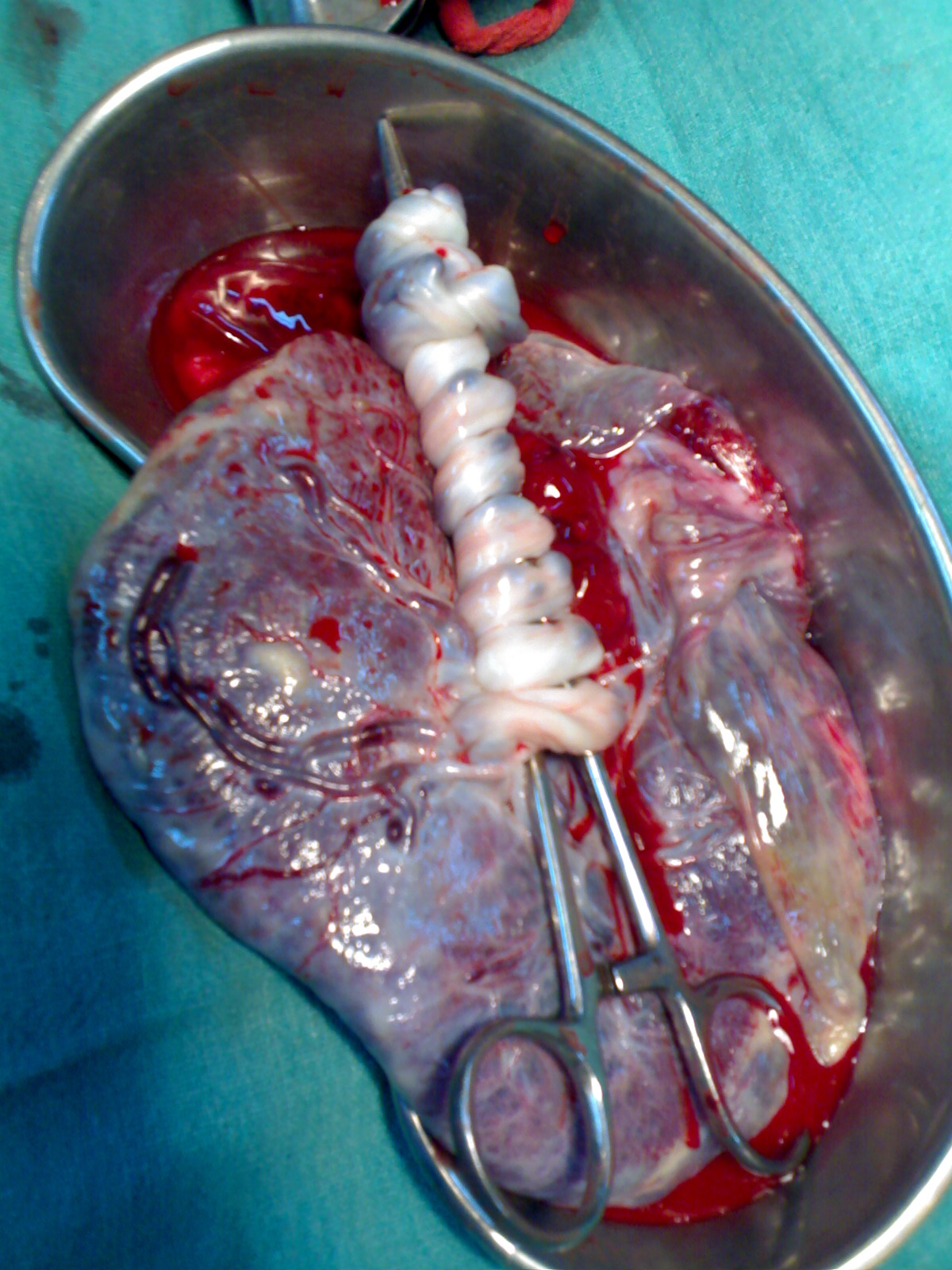
Lidská placenta a pupečníková šňůra namotaná na kleště

Pupečníková krev je zastřešující pojem pro krev obsaženou v placentě (plodovém koláči) a pupeční šňůře. Zajišťuje výměnu živin a kyslíku mezi matkou a plodem. Chrání také plod před potenciálně škodlivými látkami. Je to krev dítěte, která se nemísí s krví matky. Pupečníková krev obsahuje různé typy kmenových buněk, největší význam v současnosti zřejmě mají tzv. hematopoetické kmenové buňky a progenitory krvinek.
Pupečníková krev je bohatá i na mezenchymální kmenové buňky a další somatické kmenové buňky.
Pupečníkovou krev lze zamrazit a uchovávat v tekutém dusíku po řadu let. V případě, že se rodiče rozhodnou, že pupečníkovou krev chtějí uchovávat, provádí se její odběr bezprostředně po porodu dítěte. Z medicínského i právního hlediska se má za to, že pupečníková krev je tkáň, a náleží dítěti. Z toho vyplývají veškeré konsekvence z aplikace zákona o rodině.

## Využití
Pupečníková krev se využívá k transplantacím mezi anonymním dárcem a příjemcem (alogenní transplantace), mezi sourozenci nebo k transplantaci člověku, kterému byla při porodu odebrána (autologní transplantace).
Prozatím je nejširší využití v sourozeneckých transplantacích a mezi anonymním dárcem a příjemcem. Je to proto, že určité diagnózy vyžadují vyvolání imunitní reakce, která potlačí původní, nemocnou imunitu. Taktéž je důvodem skutečnost, že některá onemocnění mají genetický základ a transplantace vlastní pupečníkové krve není vhodná. Typickým příkladem je geneticky daný typ leukémie. Proto se u všech nemocných s leukémií provádí molekulárně genetické vyšetření, které může určit, zda se jedná o leukémii na genetickém základě, či zda je spíše vyvolaná faktory prostředí.
Využití vlastní pupečníkové krve k autologní transplantaci (tedy krev je podána člověku, kterému byla odebrána) se provádí u jiných diagnóz, které vyžadují obnovu krvetvorby vlastními kmenovými buňkami. Jedná se například o maligní aplastické anémie (Fanconiho anémie).
Jako důležité se ukazuje také využití vlastní pupečníkové krve k obnově krvetvorby poškozené chemoterapií. Při léčbě onkologických onemocnění jako vedlejší účinek dochází k útlumu krvetvorby, což může způsobit až smrtelné komplikace. Lékaři proto potřebují vlastní kmenové buňky, které transplantují. Mohou tak podat silnější dávky chemoterapie a zvýšit úspěšnost vyléčení původního onkologického onemocnění. K těmto účelům se také používá vlastní kostní dřeň nebo kmenové buňky získané při vyplavení farmakologickou stimulací do periferní krve. Pupečníková krev má však oproti vlastní kostní dřeni a kmenovým buňkám z periferní krve tu výhodu, že je odebraná na začátku života, kdy jsou kmenové buňky ještě nezatížené životním stylem nebo aktuálně probíhajícím onemocněním.
Podle Save the Cord Foundation, neziskové organizace, která nevlastní ani neprovozuje žádnou banku pupečníkové krve a zaměřuje se výhradně na vzdělávání v oblasti pupečníkové krve,
se kmenové buňky z pupečníkové krve používají k léčbě více než 80 život ohrožujících nemocí, včetně mnoha typů rakoviny krve, leukémie, lymfomu nebo srpkovité anémie. Velký příslib vidí také v uplatnění v regenerativní medicíně pro autismus, cukrovku, mozkovou mrtvici, poranění míchy, poranění mozku a další, kde probíhá řada experimentů a klinických studií.
Nižší využití vlastní pupečníkové krve v léčbě, oproti využití dárcovskému, je způsobeno také statistickým faktem, že se jedná o poměrně velmi mladou oblast medicíny. Největší výskyt onemocnění vyžadujících transplantaci vlastních kmenových buněk se svou četností objevuje ve věku, do kterého ještě nedospěli lidé, kteří mají vlastní pupečníkovou krev uloženou. Je tedy předpoklad, že využití vlastní pupečníkové krve bude narůstat, a to proto, že bude přibývat osob, které mají vlastní pupečníkovou krev uloženou, tyto osoby budou dospívat do věku častějšího výskytu onemocnění vhodných k tomuto typu léčby a bude se rozšiřovat vzhledem k výzkumu i spektrum diagnóz léčených autologní transplantací kmenových buněk z pupečníkové krve.

## Odběr
Existují dva druhy odběru pupečníkové krve. První se provádí odběrem z cévy pupeční šňůry. Ta se po porodu dítěte přeruší a pomocí odběrové soupravy se čerpá pupečníková krev.
Druhý způsob se provádí kombinovanou metodou, kdy se nejprve po přerušení pupečníku provede odběr z cév pupeční šňůry a následně, po porodu placenty, se za sterilních podmínek čerpá pupečníková krev i z povrchových cév placenty.
K provádění obou metod musí být porodnický personál speciálně vyškolen. Pro matku i dítě je odběr zcela bezbolestný, bezpečný a bezrizikový. Porodník však může rozhodnout, že odběr pupečníkové krve neprovede, a to především při komplikacích porodu, kdy může být ohroženo zdraví dítěte nebo matky a porodnický personál se musí věnovat především jim.

## Uchovávání
Pupečníková krev je tkáň a uchovává se v souladu se zákonem o tkáních a buňkách, nad jehož realizací dohlíží Státní ústav pro kontrolu léčiv. V České republice je možné pupečníkovou krev uchovávat pouze pro soukromé účely buď pro potřeby dítěte, nebo nejbližší rodiny. Ve světě se hojně využívá také možnost darování do veřejné dárcovské banky. Česká veřejná Banka pupečníkové krve pozastavila dárcovské odběry v roce 2018, avšak uskladněné štěpy jsou i nadále k dispozici pro jakéhokoliv pacienta po celém světě.
Odběry, zpracování a uložení mohou provádět jen pracoviště, která získala veškerá povolení Státního ústavu pro kontrolu léčiv, stala se zdravotnickým a tkáňovým zařízením.
V České republice se systematickému uchování pupečníkové krve a tkáně pupečníku pro soukromé účely věnují dvě rodinné banky: Cord Blood Center a Národní centrum pupečníkové krve. Podobnou službu ale mohou poskytovat samostatně i některé porodnice, které jsou součástí nemocnic s registrací zdravotnického a tkáňového zařízení.

### Mezinárodní pracovní skupina odborníků
V České republice v roce 2011 vznikla mezinárodní pracovní skupina odborníků, kteří se specializovali na informační a osvětovou činnost, týkající se pupečníkové krve a na přinášení nejnovějších poznatků z oblasti využití kmenových buněk z pupečníkové krve do České republiky. Pracovní skupina si dala za cíl řešit medicínské, etické a právní otázky týkající se pupečníkové krve. V roce 2012 tato pracovní skupina zavedla ve spolupráci s rodinnou bankou pupečníkové krve Cord Blood Center linku na ochranu rodičů proti nekalým marketingovým praktikám. Od konce roku 2013 skupina nevykazuje žádnou činnost.

### Světový den pupečníkové krve
V roce 2017 vyhlásila organizace Save the Cord Foundation 15. listopad, jako Světový den pupečníkové krve. Smyslem vzniku mezinárodního svátku je seznámit budoucí nebo stávající rodiče a zdravotnické pracovníky s aktuálními vědeckými poznatky z oblasti využití pupečníkové krve. Nadace Save the Cord uvádí, že se v roce 2019 ke světovému dni přihlásilo přes 50 pupečníkových bank a institucí z celého světa.

### Nadační fond Pupendo
V roce 2021 vznikl Nadační fond Pupendo, který si dal za cíl dostat do povědomí veřejnosti informace o možnosti uchovat dítěti při porodu jeho vlastní pupečníkovou krev a pupečník, a to zejména prostřednictvím osvěty v médiích s využitím lékařů a známých osobností. Nadační fond se také věnuje pomoci rodinám dobře se orientovat v problematice odběru pupečníkové krve. A to zvláště těm, kde se vyskytla závažná onemocnění, která by případná léčba pomocí pupečníkové krve mohla zmírnit či úplně eliminovat.